# Дончень
Дончень, Дончені (рум. Donceni) — село у повіті Арад в Румунії. Адміністративно підпорядковане місту Себіш.
Село розташоване на відстані 375 км на північний захід від Бухареста, 70 км на схід від Арада, 116 км на захід від Клуж-Напоки, 101 км на північний схід від Тімішоари.

## Населення
За даними перепису населення 2002 року у селі проживали 186 осіб, усі — румуни. Усі жителі села рідною мовою назвали румунську.